# La Merced, Colombia
La Merced är en ort i Colombia.   Den ligger i departementet Risaralda, i den centrala delen av landet, 220 km väster om huvudstaden Bogotá. La Merced ligger 1 751 meter över havet och antalet invånare är 3 851.
Terrängen runt La Merced är kuperad åt sydost, men åt nordväst är den bergig. Runt La Merced är det ganska tätbefolkat, med 185 invånare per kvadratkilometer. Närmaste större samhälle är Anserma, 12,9 km sydost om La Merced. I omgivningarna runt La Merced växer i huvudsak städsegrön lövskog.